# Lamponidae
Los lampónidos (Lamponidae) son  una familia de arañas araneomorfas, que forman parte de los gnafosoideos (Gnaphosoidea), una superfamilia formada por siete familias entre las que destacan por su número de especies Gnaphosidae y Prodidomidae.

## Distribución
La mayor parte son  especies son endémicas de Australia, el género Centrocalia lo es de Nueva Caledonia, y dos especies de Lampona, L. cylindrata, L. murina, también se encuentran a Nueva Zelanda. 
Lampona papua es endémica de Nueva Guinea, donde a además también se encuentran Centrothele mutica y Lamponova wau.

## Sistemática
Con la información recogida hasta el 31 de diciembre de 2011, esta familia cuenta con 192 especies descritas comprendidas en 23 géneros.
La categoritzación en subfamilias sigue las propuestas de Joel Hallan en su  Biology Catalog.

### Centrothelinae
Platnick, 2000
- Asadipus Simon, 1897 (Australia) 
- Bigenditia Platnick, 2000 (Australia) 
- Centrocalia Platnick, 2000 (Nueva Caledonia)
- Centroina Platnick, 2002 (Australia) 
- Centrothele L. Koch, 1873 (Australia) 
- Centsymplia Platnick, 2000 (Australia) 
- Graycassis Platnick, 2000 (Australia) 
- Longepi Platnick, 2000 (Australia) 
- Notsodipus Platnick, 2000 (Australia) 
- Prionosternum Dunn, 1951 (Australia) 
- Queenvic Platnick, 2000 (Australia) 

### Lamponinae
Simon, 1893
- Lampona Thorell, 1869 (Australia) 
- Lamponata Platnick, 2000 (Australia) 
- Lamponega Platnick, 2000 (Australia) 
- Lamponella Platnick, 2000 (Australia) 
- Lamponicta Platnick, 2000 (Australia) 
- Lamponina Strand, 1913 (Australia) 
- Lamponoides Platnick, 2000 (Australia) 
- Lamponova Platnick, 2000 (Australia, Nueva Zelanda) 
- Lamponusa Platnick, 2000 (Australia) 
- Platylampona Platnick, 2004 (Australia) 

### Pseudolamponinae
Platnick, 2000
- Paralampona Platnick, 2000 (Australia) 
- Pseudolampona Platnick, 2000 (Australia) 